# 이은성 (가수)
이은성(2000년 9월 7일 ~ )은 대한민국의 남성 록 음악 가수이고 록 밴드 前 더 이스트라이트의 구성원이다.

## 주요 이력
부산 해운대구에서 출생하였으며 지난날 한때 2001년 11월에서부터 2002년 2월까지 부산 강서구에서 잠시 유아기를 보낸 적이 있는 그는 초등학교 시절이던 2009년 KBS 한국방송공사 TV 프로그램 《열린음악회 - 신춘 특집 부산 공연》 때 코러스 어린이 합창단원 참가한 전력이 있으며 중학교 시절이던 2013년 엠넷 TV 프로그램 《보이스 키즈》에서 입상(Top9)을 한 전력이 있고 이후 잠시 뮤지컬 배우와 텔레비전 연기자로도 활동하였으며 2016년 이스트 라이트의 구성원으로 정식 데뷔하였다.
이스트 라이트 해체 후 2019년 11월 25일 군 입대(육군)하였으며 2021년 6월 9일 군 제대하였다.

## 학력
- 부흥초등학교
- 부흥중학교(前) → 방배중학교
- 서초고등학교

## 출연작

### 뮤지컬
- 2013년 《투란도트》 ... 어린 칼라프 왕자 역(단역)
- 2014년 《뮬란》 ... 황제의 막내아들 역(단역)

### TV 시리즈
- 2014년 TvN 《응급남녀》 ... (단역)

### TV 프로그램
- 2013년 엠넷 TV 《보이스 키즈》
- 2017년 엠넷 TV 《너의 목소리가 보여》
- 2017년 아리랑 TV 《Pops in Seoul》
- 2017년 아리랑 TV 《After School Club》